# David Hendricks Bergey
David Hendricks Bergey (Skippack, Pensilvânia, 27 de dezembro de 1860 – Filadélfia, 5 de setembro de 1937) foi um bacteriologista norte-americano.
Fez seus estudos na Universidade da Pensilvânia, onde obteve seu bacharelato em ciências e, em 1884, o título de doutor em medicina. Exerceu a função de médico até 1893, quando assumiu o ensino de higiene e bacteriologia no Laboratório de  Higiene da Universidade. Dirigiu o mesmo laboratório de 1929 até a sua aposentadoria em  1932.